# Paratrechina formosae
Paratrechina formosae är en myrart som först beskrevs av Auguste-Henri Forel 1912.  Paratrechina formosae ingår i släktet Paratrechina och familjen myror. Inga underarter finns listade i Catalogue of Life.